# 人渣的本愿
《人渣的本愿》是由日本漫画家橫槍萌果（横槍メンゴ）创作的漫画。 于2012年起在杂志《月刊BIG GANGAN》上连载。截至2016年5月，单行本累计销量超过了100万本。番外篇《人渣的本願 décor》於2017年11月25日起在《月刊BIG GANGAN》上連載。
由同名作品所改编的電視劇、电视动画于2017年1月播放。

## 故事简介
安乐冈花火和粟屋麦看起来是一对理想的高中生情侣，然而实际上两人都知道对方心有所属，并因此才在一起。花火从小时候就开始仰慕钟井鸣海，麦则是喜欢他以前的家庭教师皆川茜。同时成为了花火他们所在学校的老师的钟井和茜也缩短了距离，看着这些的花火和麦产生了和对方相近的感觉。为了无法实现的恋情，他们结为“契约恋人”，并过著将对方当作所爱之人，互相感受温暖的日子。

## 登场人物
安乐冈花火（聲：安濟知佳，演：吉本實憂）
本作女主角，高中2年级。表面上在和麦交往，实际上喜欢鸣海。總是稱青梅竹馬的鳴海為「哥哥」。在動畫最後與麥告別，在原著的番外篇中與麥相戀。
粟屋麦（聲：島崎信長，演：櫻田通）
本作男主角，高中2年级。表面上在和花火交往，实际上喜欢茜。在動畫最後與花火告別，在原著的番外篇中與花火相戀。
钟井鸣海（聲：野島健兒，演：水田航生）
花火的導師，國語教師。被花火稱作「哥哥」，是她的青梅竹馬和暗戀對象。对茜抱有戀心。劇末與茜結婚。
皆川茜（聲：豐崎愛生，演：逢澤莉娜）
花火所在学校的音乐老师，曾是麥的家教，因其清秀的外貌而廣受學生歡迎。劇末與鳴海結婚。
绘鸠早苗（聲：戶松遙，演：池上紗理依）
花火的朋友，一年級時和花火是同班同學。因在遇見癡漢時被花火搭救而與她認識、之後喜歡上她。
鸥端乃莉子（聲：井澤詩織，演：志保）
自稱最可（“最可爱”的缩写），麦的青梅竹马，喜歡麥，稱他為「王子殿下」。
早川芽衣（聲：藤井幸代）
麥的國中時的学姐和初戀對象，是麥的青春期阴影。
桐嶋篤也（聲：淺沼晉太郎）
早苗的表弟，喜歡早苗。
寺內拓也（聲：小林裕介）
茜的學生之一，同時也是砲友。

## 出版书籍
| 册数         | 史克威尔艾尼克斯 | 史克威尔艾尼克斯       | 東立出版社    | 東立出版社             |
| 册数         | 发售日期         | ISBN                   | 发售日期      | ISBN                   |
| ------------ | ---------------- | ---------------------- | ------------- | ---------------------- |
| 1            | 2013年2月19日    | ISBN 978-4-7575-3887-0 | 2016年3月4日  | ISBN 978-986-462-655-7 |
| 2            | 2013年10月25日   | ISBN 978-4-7575-4103-0 | 2016年5月9日  | ISBN 978-986-462-656-4 |
| 3            | 2014年4月25日    | ISBN 978-4-7575-4264-8 | 2016年6月2日  | ISBN 978-986-462-657-1 |
| 4            | 2014年11月19日   | ISBN 978-4-7575-4467-3 | 2016年7月4日  | ISBN 978-986-462-658-8 |
| 5            | 2015年6月25日    | ISBN 978-4-7575-4678-3 | 2016年8月1日  | ISBN 978-986-462-659-5 |
| 6            | 2016年3月25日    | ISBN 978-4-7575-4895-4 | 2016年9月5日  | ISBN 978-986-470-241-1 |
| 7            | 2016年12月24日   | ISBN 978-4-7575-5199-2 | 2017年4月11日 | ISBN 978-986-482-527-1 |
| 8            | 2017年3月25日    | ISBN 978-4-7575-5236-4 | 2017年6月12日 | ISBN 978-986-486-003-6 |
| 9 （番外篇） | 2018年7月19日    | ISBN 978-4-7575-5779-6 | 2019年3月18日 | ISBN 978-957-262-382-4 |

漫迷手冊
| 册数 | 史克威尔艾尼克斯 | 史克威尔艾尼克斯       | 東立出版社    | 東立出版社             |
| 册数 | 發售日期         | ISBN                   | 發售日期      | ISBN                   |
| ---- | ---------------- | ---------------------- | ------------- | ---------------------- |
| 7.5  | 2016年12月24日   | ISBN 978-4-7575-5200-5 | 2018年8月16日 | ISBN 978-957-26-1082-4 |

## 电视动画
于2017年1月起在富士电视台的「noitaminA」栏目播出。中国大陆广电总局認為该剧人物伦理关系混乱，剧情离谱，有误导青少年之嫌，发函要求全网删除本作的动画及电视剧。

### 製作人員
- 原作：橫槍萌果（连载于《月刊BIG GANGAN》史克威尔艾尼克斯刊）
- 監督：安藤正臣
- 系列構成、劇本：上江洲誠
- 人物設定、總作畫監督：黑澤桂子
- 主動畫師：渡邊真由美
- 設計工作：白石慶子
- 道具設計：吉田瑞樹
- 美術監督：鈴木友成
- 色彩設計：柳澤久美子
- 攝影監督：國井智行
- 編輯：及川雪江
- 音響監督：明田川仁
- 音樂：横山克
- 動畫製作人：比嘉勇二
- 動畫製作：Lerche
- 製作：「人渣的本願」製作委員會

### 主題曲
片頭曲
作詞、作曲、編曲：谷口尚久，主唱：96貓
片尾曲
作詞、作曲、主唱：Sayuri，編曲：

### 各話列表
| 話數   | 日文標題                     | 中文標題                  | 劇本     | 分鏡            | 演出              | 作畫監督                                                                                                |
| ------ | ---------------------------- | ------------------------- | -------- | --------------- | ----------------- | --- |
| 第1話  |                              | 給我實現那個願望          | 上江洲誠 | 安藤正臣        | 安藤正臣          | 黑澤桂子、市川美帆                                                                                      |
| 第2話  |                              | 我需要那份溫暖            | 上江洲誠 | 安藤正臣        | 福井洋平          | 樋上彩、市川美帆 成川多加志、星野真澄                                                                   |
| 第3話  | Show Me Love （Not A Dream） | 告訴我那份愛 （並非幻夢） | 上江洲誠 | 安藤正臣        | 久保山英一        | 永田陽菜、成川多加志 樋上彩、岩佐智子 樋口博美、難波聖美                                                |
| 第4話  | Bad Apple!!                  | Bad Apple!!               | 上江洲誠 | 加瀨充子        | 笹原嘉文          | 市川美帆、森山雄治                                                                                      |
| 第5話  | DESTRUCTION BABY             | DESTRUCTION BABY          | 上江洲誠 | 南康宏          | 南康宏            | 樋口博美、成川多加志 永田陽菜、岩佐智子 前田義宏                                                        |
| 第6話  |                              | 歡迎來到X次元             | 上江洲誠 | 加瀨充子        | 秦義人            | 大澤美奈、市川美帆 藤田亞耶乃、金子美咲 伊藤晉之、成川多加志                                            |
| 第7話  | （LOTS OF LOVE）             | 數不清的愛                | 上江洲誠 | 望月智充        | 鈴木拓磨          | 樋口博美、永田陽菜 成川多加志、市川美帆 金子美咲、牛之濱由惟 西山大吉                                   |
| 第8話  | Sweet Refrain                | 甜蜜的疊句                | 上江洲誠 | 丸川俊之        | 丸川俊之          | 樋口博美、藤田亞耶乃 樋上彩、星野真澄 金子美咲、成川多加志 永田陽菜、西山大吉 前田義宏、松本惠 黑澤桂子 |
| 第9話  | Butterfly swimmer            | 蝶泳運動員                | 上江洲誠 | 福井洋平 鈴木行 | 福井洋平          | 樋口博美、山本惠美里 樋上彩、市川美帆 金子美咲、成川多加志 鎌田祐輔、黑澤桂子                           |
| 第10話 |                              | 空虛的易碎品              | 上江洲誠 | 東海林真一      | 木野目優          | 田中穰、松本惠 鎌田祐輔、樋上彩 成川多加志、市川美帆 渡邊真由美、黑澤桂子                               |
| 第11話 |                              | 溫柔的神明                | 上江洲誠 | 松林唯人        | 鈴木芳成          | 樋口博美、幸野浩二 金子美咲、藤田亞耶乃 前田義宏、松本惠 成川多加志、黑澤桂子                           |
| 第12話 |                              | 2人的故事                 | 上江洲誠 | 鈴木行 安藤正臣 | 笹原嘉文 安藤正臣 | 田中穰、樋上彩 市川美帆、樋口博美 鎌田祐輔、幸野浩二 成川多加志、廣瀨智仁 黑澤桂子                      |

### BD/DVD
| 卷數 | 發售日期      | 收錄話數       | 規格編號        | 規格編號         |
| 卷數 | 發售日期      | 收錄話數       | BD（限定/一般） | DVD（限定/一般） |
| ---- | ------------- | -------------- | --------------- | ---------------- |
| 1    | 2017年3月29日 | 第1話－第2話   | ANZX-12421/2    | ANZB-12421/2     |
| 2    | 2017年4月26日 | 第3話－第4話   | ANZX-12423/4    | ANZB-12423/4     |
| 3    | 2017年5月24日 | 第5話－第6話   | ANZX-12425/6    | ANZB-12425/6     |
| 4    | 2017年6月28日 | 第7話－第8話   | ANZX-12427/8    | ANZB-12427/8     |
| 5    | 2017年7月26日 | 第9話－第10話  | ANZX-12429/30   | ANZB-12429/30    |
| 6    | 2017年8月30日 | 第11話－第12話 | ANZX-12431/2    | ANZB-12431/2     |

## 電視劇
2017年1月起於FOD上傳先行公開，1月19日起於富士電視台每週四1:55播出。

### 幕後製作
- 原作 - 横槍萌果
- 劇本 - 萩原惠礼、高橋幹子
- 音樂 - 河内結衣
- 製作人 - 岡本真由子
- 協力製作人 - 小林和紘（FCC）
- 導演 - 宮木正悟、品田俊介